# Luashia
Luashia là một chi bướm đêm thuộc họ Geometridae.